# Tadd W. Russo
Tadd William Russo (Medina (Ohio), 1976) is een Amerikaans componist, arrangeur en muziekpedagoog.

## Levensloop
Russo studeerde aan het Ohio State University in Columbus (Ohio) bij onder andere Thomas Wells, Donald Harris en Jan Radzynski. Hij behaalde aldaar zowel zijn Bachelor of Music (1999) alsook zijn Master of Music (2001). Tijdens zijn studies was hij al huiscomponist van het Ohio State Symphony Orchestra. Tijdens zijn studies werkte hij extensief voor het muziek- en danstheater.
Vanaf 2003 is hij arrangeur en componist bij de United States Air Force Band in Washington D.C.. Verder is hij docent voor muziek technologie aan de Morgan State University in Baltimore (Maryland).
Zijn werken werden al op internationale festivals uitgevoerd, zoals bijvoorbeeld tijdens het Edinburgh Fringe Festival, het OCEAn festival van het Oberlin Conservatory of Music in Oberlin (Ohio), het Electrolune Festival te Lunel, (Frankrijk) en tijdens de Society of Composers National Convention in San Antonio (Texas). Als componist schrijft hij werken voor muziektheater, orkest, harmonieorkest, kamermuziek, koren en vocale muziek.

## Composities

### Werken voor orkest
- 2000 Reading a Wave, voor orkest
- 2001 in a network of lines that intersect, voor spreker en kamerorkest - tekst: Italo Calvino
- 2007 Family Voices, voor strijkorkest

### Werken voor harmonieorkest
- 2005-2006 Symphony Fanfare, voor kopersectie van het harmonie- of symfonieorkest
- 2006 Where Waters Bend, voor harmonieorkest
- 2006 And Down the Stretch They Come..., voor harmonieorkest
- 2008 Go N'Eírí an Bóthar Leat: Irish Blessings in memory of Christine Judd, voor harmonieorkest en driestemmig gemengd koor (SAB)

### Missen en gewijde muziek
- 1999 Psalm 104, voor gemengd koor
- 2003 Magnificat and Nunc Dimittis, voor gemengd koor
- 2004 Excita, Domine, voor gemengd koor - tekst: uit de mis voor de tweede zondag van advent.
- 2004 They Shall Not Grow Old, voor zesstemmig gemengd koor (SSATBB) - tekst: van krijgsgevangen camps in de Tweede Wereldoorlog
- 2005 Great is this Place, voor gemengd koor en orgel - tekst: Bijbel

### Muziektheater

#### Balletten
| Voltooid in | titel           | aktes | première                                                                | libretto | choreografie |
| ----------- | --------------- | ----- | ----------------------------------------------------------------------- | -------- | ------------ |
| 1999        | Responding Rock |       | 1999, Columbus (Ohio), Department of Dance at The Ohio State University |          | Tim Glenn    |

#### Musical
| Voltooid in | Titel                          | Uitvoeringen | Première                                           | Libretto | Verdere liedteksten | Choreografie |
| ----------- | ------------------------------ | ------------ | -------------------------------------------------- | -------- | ------------------- | ------------ |
| 1998        | I've Almost Got the Hang of It |              | 1998, Columbus (Ohio), Grandparents Living Theater |          |                     |              |
|             | I Was Young, Now I'm Wonderful |              |                                                    |          |                     |              |

#### Toneelmuziek
- 1996 Dangerous Corner - tekst: J.B. Priestly
- 1996 Family Voices and A Kind of Alaska - tekst: Harold Pinter
- 1997 The Cherry Orchard - tekst: Anton Tsjechov
- 1998 The Memorandum - tekst: Václav Havel

### Werken voor koren
- 1997 Deep in Earth, voor achtstemmig gemengd koor - tekst: Edgar Allan Poe
- 1999 I Have Walked in Integrity, (voormalig: "Psalm 26") voor tweestemmig kinderkoor
- 1998 Shadows Rise and Fall, voor gemengd koor en orgel - tekst: Edgar Allan Poe
- 2007 The Star, voor zesstemmig gemengd koor (SSATBB) - tekst: Sara Teasdale (1884-1933)

### Vocale muziek
- 1997 To_____, voor mezzosopraan/countertenor en piano - tekst: Edgar Allan Poe
- 1997 Spirits of the Dead, zangcyclus voor bas en piano - tekst: Edgar Allan Poe
- 1997-2002 Songs of Love and Longing, voor zangstem en piano
- 1998 The Sleeper, voor mezzosopraan en bariton solo, gemengd koor en kamerorkest - tekst: Edgar Allan Poe
- 2008 O My Luve's Like a Red, Red Rose, voor bas en piano - tekst: Robert Burns (1759-1796)

### Kamermuziek
- 1996 Dangerous Corner, voor klarinet, viool en piano
- 1996 Family Voices, voor viool, altviool en cello
- 1999 Love Doth Befriend Thee, voor twee klarinetten en twee hoorns
- 2007 AT THE ZOO, voor trompet en fagot

### Werken voor orgel
- 1999 Salzburg Prelude
- 2000 In Paradisum

### Elektronische muziek
- 1998 The Memorandum
- 2000 Minimal Farm
- 2000 Ten Etudes for Sequential Circuits Polyfusion